# Fantasy Land
Fantasy Land è un singolo del gruppo musicale statunitense Our Last Night, pubblicato l'8 marzo 2018.
Il singolo è stato pubblicato in concomitanza con la tournée nordamericana legata all'EP Selective Hearing.

## Video musicale
Il videoclip, uscito in concomitanza con il lancio del singolo, è stato girato da Cody Blue e Marc Liscio.

## Formazione
- Trevor Wentworth – voce
- Matt Wentworth – voce, chitarra
- Alex "Woody" Woodrow – basso
- Tim Molloy – batteria